# Ван Тайхуа
Ван Тайхуа́ (кит. упр. 王太华, пиньинь Wáng Tàihuá, род. в октябре 1945 года) — китайский политик. В 2004—2011 гг. председатель Государственного комитета Китая по радио, телевещанию и кинопроизводству, в 2000—2004 гг. глава парткома КПК пров. Аньхой, в 1998—2000 гг. её губернатор.
Член КПК с июня 1973 года, член ЦК КПК 16-17 созывов (кандидат 14 и 15 созывов). Депутат ВСНП 8 созыва.
Окончил факультет китайского языка Цзянсийского пединститута.
Также получил последипломную степень в ЦПШ.
Трудовую деятельность начал с сентября 1969 года.
Находился на партработе в родной провинции, где дорос до должности замглавы парткома КПК провинции.
Затем глава Хэфэйского горкома партии в провинции Аньхой.
С января 1995 г. замглавы парткома провинции Аньхой.
С октября 1998 г. губернатор провинции Аньхой.
С апреля 2000 года глава парткома провинции Аньхой, в 2003—2004 гг. одновременно пред. СНП провинции.
В 2004—2011 гг. председатель Государственного комитета Китая по радио, телевещанию и кинопроизводству.